# Faro de la Punta del Melonar
El faro de la Punta del Melonar (también denominado faro de Castell de Ferro) es un faro situado en la Punta del Melomar, al suroeste de la localidad de Castell de Ferro, provincia de Granada, Andalucía, España. Está gestionado por la autoridad portuaria de Motril.

## Historia
Fue inaugurado en 1992 sobre una torre vigía que data de época árabe, la Torre de la Estancia. Tras la Guerra Civil, en 1939, pasó a depender del cuerpo de Carabineros, y 1941 de la Guardia Civil.